# 卡拜尔人
卡拜尔人（卡拜尔语：Izwawen, Iqbayliyen），又译卡比勒人、卡比尔人、卡比利人，是北非民族，主要居住在阿尔及利亚卡比利亚地区，是柏柏尔人的一支。卡拜尔人是阿尔及利亚人口最多的柏柏尔民族、北非人口第二多的柏柏尔民族。在法国有大量移民，美国和加拿大也有移民分布。
卡拜尔人在1980年以来致力于柏柏尔语言在阿尔及利亚的正常化，发起柏柏尔之春运动，令当局在2002年将柏柏尔语定为官方语言之一，使用的标准化形式即源自卡拜尔语。
基因证据证明现代阿尔及利亚人几乎都是柏柏尔人的后裔，因历史因素改用阿拉伯语，发生了文化上的阿拉伯化，被称为阿拉伯-柏柏尔人。在阿尔及利亚仍有15%的人群有着更强烈的柏柏尔人认同，并且仍然使用当地流行的柏柏尔语言，主要是卡拜尔人。

## 名人
- 費爾哈特·阿巴斯
- 卡里姆·本泽马
- 苏拉娅·哈达德
- 齐内丁·齐达内
- 伊莎贝尔·阿佳妮
- 朗茲·貝迪亞
- 丹尼·伯恩
- 瑪莉安·歌迪雅
- 沙米·納西利
- 玛丽-若泽·纳特
- 澤尻英龍華
- DJ Snake